# Pandèmia de COVID-19 a Eslovènia
La pandèmia per coronavirus de 2019-2020 va començar a afectar Eslovènia a partir del 4 de març del 2020. El primer cas confirmat de Covid-19 que s'hi va detectar fou un turista que venia del Marroc i havia transitat per Itàlia. El començament de l'epidèmia va suposar un gran repte pel país ja que el nou govern encara no s'havia format després de la dimssió del Primer Ministre anterior Marjan Šarec a la fi de gener.
En data del 18 d'abril es comptabilitzaven 1.317 casos confirmats, 190 persones guarides i 70 morts a Eslovènia.

## Cronologia

Mapa de les municipalitats d'Eslovènia amb casos confirmats de Covid-19 per cada 100.000 habitants

El 4 de març de 2020 es va anunciar el primer cas confirmat de persona contaminada pel Covid-19. Es tractava d'un turista que havia vingut de Marroc i havia passat per Itàlia. L'endemà sorgiren cinc casos addicionals, dos que havien estat en contacte amb la primera víctima i els tres altres que s'havien importat d'Itàlia també.
El 6 de març es confirmaren dos nous casos a Maribor. Totes dues persones formaven part del personal mèdic i s'havien contagiat fent esquí durant les vacances a Itàlia. L'endemà es van anunciar 4 nou casos després de fer-se 785 proves, pujant així el total a 12 persones contaminades. El govern vedà llavors tots els esdeveniments públics en espais tancats de més de 500 persones.

## Dades estadístiques
Evolució del nombre de persones infectades amb COVID-19 a Eslovènia
Evolució del nombre de persones guarides del COVID-19 a Eslovènia
Evolució del nombre de morts del COVID-19 a Eslovènia
Evolució del nombre de nous casos confirmats